# Харви, Стив
Бро́дерик Сти́вен Ха́рви (англ. Broderick Stephen Harvey; род. 17 января 1957, Уэлч, Западная Виргиния) — американский комик, писатель, актёр и музыкант.

## Ранние годы
Бродерик Стивен Харви родился в Западной Виргинии в семье Элоизы и Джесси Харви. Он переехал в Кливленд, Огайо, где окончил среднюю школу в 1974 году. До того как стать актёром Стив работал страховым агентом и выступал как боксёр.

## Карьера
Харви начал карьеру комика импровизационного жанра в середине 1980-х годов. В 1994 году он получил одну из главных ролей в ситкоме канала ABC Me and the Boys. Позднее он играл главную роль в телесериале «Шоу Стива Харви», который просуществовал с 1996 года по 2002 год. В 1997 году вместе с участниками реалити-шоу Kings of Comedy Д. Л. Хьюли, Седриком «Развлекателем» и Берни Маком Харви отправился в гастрольный тур. Их комедийный проект лёг в основу фильма Спайка Ли «Настоящие короли комедии», звёздами которого стали все четыре участника реалити-шоу.
В 2003 году актёр снялся вместе с Кьюбой Гудингом-младшим и Бейонсе Ноулз в музыкальной комедии Джонатана Линна «Борьба с искушениями», а в 2005 году принял участие в закадровой работе над мультфильмом «Бешеные скачки», озвучив муху по имени Базз.
Харви вёл своё собственное утреннее радиошоу «Утреннее шоу Стива Харви», которое с сентября 2000 года по май 2005 года транслировалось радиосети Radio One. Было приложено много усилий, чтобы этот проект дорос до национального уровня, но, в конечном итоге, шоу слушали только жители Лос-Анджелеса. В результате Харви и Radio One решили прекратить своё партнёрство незадолго до истечения срока контракта. В сентябре 2005 года Стив заключил сделку с радиосетью Premiere и вещательной корпорацией Inner City, и его программа стала выходить в эфир с нью-йоркской радиостанции WBLS, пока в марте 2009 года не было объявлено о том, что место «Утреннего шоу Стива Харви» займёт «Утреннее шоу Тома Джойнера».
20 января 2010 года стало известно, что с сентября 2010 года Стив Харви станет новым ведущим популярного телевизионного игрового шоу Family Feud, заменив Джона О’Херли. В 2015 году Харви был ведущим шоу «Мисс Вселенная», на котором во время церемонии награждения назвал победителем Колумбию, хотя нужно было назвать Филиппины.

## Личная жизнь
От первого брака у Харви есть дочери-близнецы, Карли и Бренди, родившиеся в 1982 году, и сын Бродерик, появившийся на свет в 1991 году.
Матерью его сына Уинтона, который родился в 1997 году, является вторая бывшая супруга актёра, Мэри Ли Харви. Они развелись после 17 лет, проведённых вместе, и 10 лет законного брака. Мэри Ли судится с бывшим мужем, желая получить часть имущества и бизнеса Стива, а также пытается добиться ежемесячной выплаты алиментов в размере тысячи долларов.
В третий раз актёр женился на Марджори Бриджес-Вудс 25 июня 2007 года на острове Мауи.